# Municipio de Hillsdale (condado de Wells)
El municipio de Hillsdale (en inglés: Hillsdale Township) es un municipio ubicado en el condado de Wells en el estado estadounidense de Dakota del Norte. En el año 2010 tenía una población de 107 habitantes y una densidad poblacional de 1,15 personas por km².

## Geografía
El municipio de Hillsdale se encuentra ubicado en las coordenadas 47°48′40″N 99°59′41″O / 47.81111, -99.99472. Según la Oficina del Censo de los Estados Unidos, el municipio tiene una superficie total de 92.92 km², de la cual 92,48 km² corresponden a tierra firme y (0,47 %) 0,44 km² es agua.

## Demografía
Según el censo de 2010, había 107 personas residiendo en el municipio de Hillsdale. La densidad de población era de 1,15 hab./km². De los 107 habitantes, el municipio de Hillsdale estaba compuesto por el 100 % blancos. Del total de la población el 0 % eran hispanos o latinos de cualquier raza.